# Napoléon Louis Bonaparte (1804–1831)

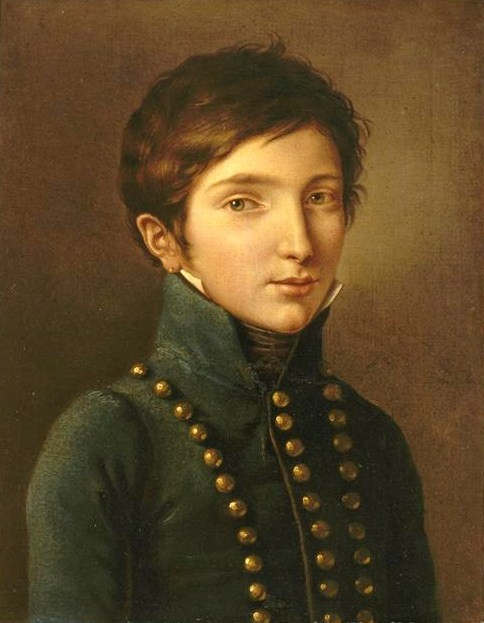
Napoléon Louis Bonaparte, Gemälde von Félix Cottrau

Napoléon Louis Bonaparte (* 11. Oktober 1804 in Paris; † 17. März 1831 in Forlì) war Großherzog von Kleve und Berg und als Lodewijk Napoleon II. kurzzeitig auch König von Holland.

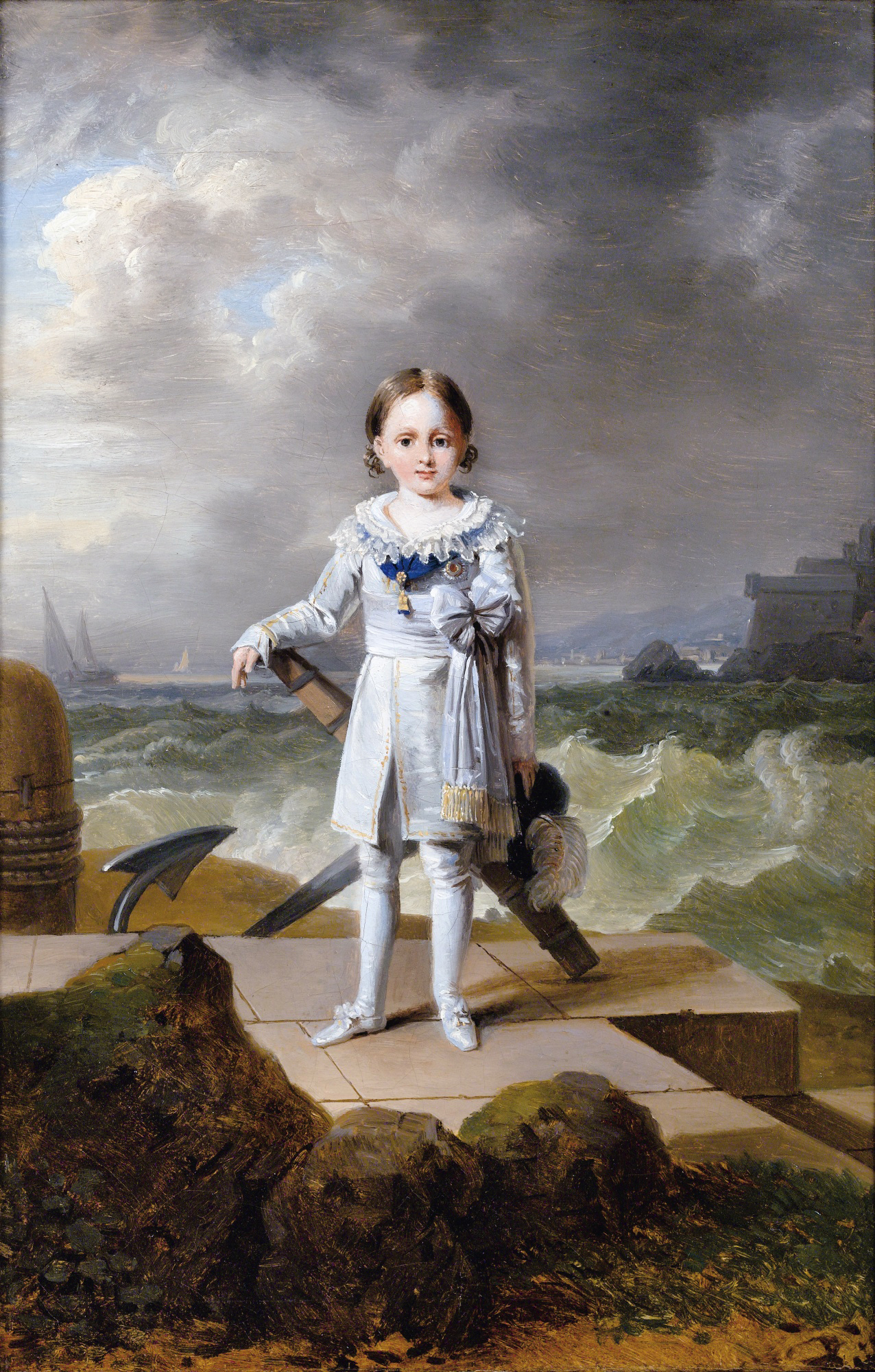
Napoléon Louis Bonaparte als französischer Prinz und Prinz von Holland im Jahr 1806, Gemälde von François-Josèphe Kinson, 1810 oder 1811

## Leben

### Zur Zeit der napoleonischen Herrschaft
Napoléon Louis Bonaparte war der zweite Sohn von Louis Bonaparte und Hortense de Beauharnais nach Napoléon Charles Bonaparte sowie Neffe von Napoleon Bonaparte. Sein älterer Bruder, der zu diesem Zeitpunkt als Napoleons Nachfolger angesehen wurde, starb 1807 im Alter von vier Jahren. 
Im Alter von vier Jahren wurde Napoléon Louis von seinem Onkel Napoleon per Dekret vom 3. März 1809 zum Großherzog von Kleve und Berg eingesetzt, die Regentschaft im Großherzogtum übernahm der französische Kaiser jedoch selbst. Formal rückte Napoléon Louis als Fünfjähriger seinem Vater bei dessen Abdankung am 1. Juli 1810 als Souverän des Königreichs Holland nach, er war bis zur französischen Annexion Hollands am 9. Juli bzw. bis zu seiner Abdankung am 13. Juli 1810 König Lodewijk II.

### Zeit nach Napoleons Abdankung
Nach der Völkerschlacht bei Leipzig verlor er am 1. Dezember 1813 auch den Titel des Großherzogs. Im Jahre 1815, nach der Schlacht von Waterloo und der Restauration durch das Haus Bourbon, ging er ins Exil. Am 10. November 1826 heiratete er seine Cousine Charlotte Napoléone Bonaparte (1802–1839) in Florenz. Sie blieben ohne Nachkommen. Napoléon Louis beteiligte sich 1830 zusammen mit seinem jüngeren Bruder Charles Louis, dem späteren Kaiser Napoleon III., an einer erfolglosen Verschwörung der Carbonari in der Romagna. 1831 starb er bei Forlì an den Masern. Er wurde wie später sein Vater in Saint-Leu-la-Forêt bestattet. 
Die Hoffnung auf eine Restauration der Herrschaft durch die Bonapartes hatte er nie aufgegeben. Diese wurde 1852 durch die Ausrufung seines jüngeren Bruders Charles Louis zum Kaiser der Franzosen tatsächlich erreicht.

## Stammbaum
|                                                   |                                                   |                                                   |                                                   |                                                   |                                                   |                                  |                                  | François de Beauharnais (Gouverneur von Martinique) | François de Beauharnais (Gouverneur von Martinique) | François de Beauharnais (Gouverneur von Martinique) | François de Beauharnais (Gouverneur von Martinique) | François de Beauharnais (Gouverneur von Martinique) | François de Beauharnais (Gouverneur von Martinique) |                                         |                                         | Marie Anne Henriette Francoise Pyvart de Chastullé                   | Marie Anne Henriette Francoise Pyvart de Chastullé                   | Marie Anne Henriette Francoise Pyvart de Chastullé                   | Marie Anne Henriette Francoise Pyvart de Chastullé                   | Marie Anne Henriette Francoise Pyvart de Chastullé                   | Marie Anne Henriette Francoise Pyvart de Chastullé                   |                                          |                                          | Joseph-Gaspard de Tascher de La Pagerie (Marineoffizier) | Joseph-Gaspard de Tascher de La Pagerie (Marineoffizier) | Joseph-Gaspard de Tascher de La Pagerie (Marineoffizier) | Joseph-Gaspard de Tascher de La Pagerie (Marineoffizier) | Joseph-Gaspard de Tascher de La Pagerie (Marineoffizier) | Joseph-Gaspard de Tascher de La Pagerie (Marineoffizier) |                          |                          | Rose Claire des Vergers de Sannois                     | Rose Claire des Vergers de Sannois                     | Rose Claire des Vergers de Sannois                     | Rose Claire des Vergers de Sannois                     | Rose Claire des Vergers de Sannois                     | Rose Claire des Vergers de Sannois                     |                                 |                                 | Carlo Buonaparte                     | Carlo Buonaparte                     | Carlo Buonaparte                     | Carlo Buonaparte                     | Carlo Buonaparte                     | Carlo Buonaparte                     |  |  | Letizia Ramolino           | Letizia Ramolino           | Letizia Ramolino           | Letizia Ramolino           | Letizia Ramolino           | Letizia Ramolino           |
|                                                   |                                                   |                                                   |                                                   |                                                   |                                                   |                                  |                                  | François de Beauharnais (Gouverneur von Martinique) | François de Beauharnais (Gouverneur von Martinique) | François de Beauharnais (Gouverneur von Martinique) | François de Beauharnais (Gouverneur von Martinique) | François de Beauharnais (Gouverneur von Martinique) | François de Beauharnais (Gouverneur von Martinique) |                                         |                                         | Marie Anne Henriette Francoise Pyvart de Chastullé                   | Marie Anne Henriette Francoise Pyvart de Chastullé                   | Marie Anne Henriette Francoise Pyvart de Chastullé                   | Marie Anne Henriette Francoise Pyvart de Chastullé                   | Marie Anne Henriette Francoise Pyvart de Chastullé                   | Marie Anne Henriette Francoise Pyvart de Chastullé                   |                                          |                                          | Joseph-Gaspard de Tascher de La Pagerie (Marineoffizier) | Joseph-Gaspard de Tascher de La Pagerie (Marineoffizier) | Joseph-Gaspard de Tascher de La Pagerie (Marineoffizier) | Joseph-Gaspard de Tascher de La Pagerie (Marineoffizier) | Joseph-Gaspard de Tascher de La Pagerie (Marineoffizier) | Joseph-Gaspard de Tascher de La Pagerie (Marineoffizier) |                          |                          | Rose Claire des Vergers de Sannois                     | Rose Claire des Vergers de Sannois                     | Rose Claire des Vergers de Sannois                     | Rose Claire des Vergers de Sannois                     | Rose Claire des Vergers de Sannois                     | Rose Claire des Vergers de Sannois                     |                                 |                                 | Carlo Buonaparte                     | Carlo Buonaparte                     | Carlo Buonaparte                     | Carlo Buonaparte                     | Carlo Buonaparte                     | Carlo Buonaparte                     |  |  | Letizia Ramolino           | Letizia Ramolino           | Letizia Ramolino           | Letizia Ramolino           | Letizia Ramolino           | Letizia Ramolino           |
|                                                   |                                                   |                                                   |                                                   |                                                   |                                                   |                                  |                                  |                                                     |                                                     |                                                     |                                                     |                                                     |                                                     |                                         |                                         |                                                                      |                                                                      |                                                                      |                                                                      |                                                                      |                                                                      |                                          |                                          |                                                          |                                                          |                                                          |                                                          |                                                          |                                                          |                          |                          |                                                        |                                                        |                                                        |                                                        |                                                        |                                                        |                                 |                                 |                                      |                                      |                                      |                                      |                                      |                                      |  |  |                            |                            |                            |                            |                            |                            |
|                                                   |                                                   |                                                   |                                                   |                                                   |                                                   |                                  |                                  |                                                     |                                                     |                                                     |                                                     |                                                     |                                                     |                                         |                                         |                                                                      |                                                                      |                                                                      |                                                                      |                                                                      |                                                                      |                                          |                                          |                                                          |                                                          |                                                          |                                                          |                                                          |                                                          |                          |                          |                                                        |                                                        |                                                        |                                                        |                                                        |                                                        |                                 |                                 |                                      |                                      |                                      |                                      |                                      |                                      |  |  |                            |                            |                            |                            |                            |                            |
|                                                   |                                                   |                                                   |                                                   | Maximilian I. (König von Bayern)                  | Maximilian I. (König von Bayern)                  | Maximilian I. (König von Bayern) | Maximilian I. (König von Bayern) | Maximilian I. (König von Bayern)                    | Maximilian I. (König von Bayern)                    |                                                     |                                                     | Auguste Wilhelmine (Königin von Bayern)             | Auguste Wilhelmine (Königin von Bayern)             | Auguste Wilhelmine (Königin von Bayern) | Auguste Wilhelmine (Königin von Bayern) | Auguste Wilhelmine (Königin von Bayern)                              | Auguste Wilhelmine (Königin von Bayern)                              |                                                                      |                                                                      | Alexandre de Beauharnais (Armeeoffizier)                             | Alexandre de Beauharnais (Armeeoffizier)                             | Alexandre de Beauharnais (Armeeoffizier) | Alexandre de Beauharnais (Armeeoffizier) | Alexandre de Beauharnais (Armeeoffizier)                 | Alexandre de Beauharnais (Armeeoffizier)                 |                                                          |                                                          | Joséphine de Beauharnais                                 | Joséphine de Beauharnais                                 | Joséphine de Beauharnais | Joséphine de Beauharnais | Joséphine de Beauharnais                               | Joséphine de Beauharnais                               |                                                        |                                                        | Napoleon (Kaiser der Franzosen)                        | Napoleon (Kaiser der Franzosen)                        | Napoleon (Kaiser der Franzosen) | Napoleon (Kaiser der Franzosen) | Napoleon (Kaiser der Franzosen)      | Napoleon (Kaiser der Franzosen)      |                                      |                                      |                                      |                                      |  |  |                            |                            |                            |                            |                            |                            |
|                                                   |                                                   |                                                   |                                                   | Maximilian I. (König von Bayern)                  | Maximilian I. (König von Bayern)                  | Maximilian I. (König von Bayern) | Maximilian I. (König von Bayern) | Maximilian I. (König von Bayern)                    | Maximilian I. (König von Bayern)                    |                                                     |                                                     | Auguste Wilhelmine (Königin von Bayern)             | Auguste Wilhelmine (Königin von Bayern)             | Auguste Wilhelmine (Königin von Bayern) | Auguste Wilhelmine (Königin von Bayern) | Auguste Wilhelmine (Königin von Bayern)                              | Auguste Wilhelmine (Königin von Bayern)                              |                                                                      |                                                                      | Alexandre de Beauharnais (Armeeoffizier)                             | Alexandre de Beauharnais (Armeeoffizier)                             | Alexandre de Beauharnais (Armeeoffizier) | Alexandre de Beauharnais (Armeeoffizier) | Alexandre de Beauharnais (Armeeoffizier)                 | Alexandre de Beauharnais (Armeeoffizier)                 |                                                          |                                                          | Joséphine de Beauharnais                                 | Joséphine de Beauharnais                                 | Joséphine de Beauharnais | Joséphine de Beauharnais | Joséphine de Beauharnais                               | Joséphine de Beauharnais                               |                                                        |                                                        | Napoleon (Kaiser der Franzosen)                        | Napoleon (Kaiser der Franzosen)                        | Napoleon (Kaiser der Franzosen) | Napoleon (Kaiser der Franzosen) | Napoleon (Kaiser der Franzosen)      | Napoleon (Kaiser der Franzosen)      |                                      |                                      |                                      |                                      |  |  |                            |                            |                            |                            |                            |                            |
|                                                   |                                                   |                                                   |                                                   |                                                   |                                                   |                                  |                                  |                                                     |                                                     |                                                     |                                                     |                                                     |                                                     |                                         |                                         |                                                                      |                                                                      |                                                                      |                                                                      |                                                                      |                                                                      |                                          |                                          |                                                          |                                                          |                                                          |                                                          |                                                          |                                                          |                          |                          |                                                        |                                                        |                                                        |                                                        |                                                        |                                                        |                                 |                                 |                                      |                                      |                                      |                                      |                                      |                                      |  |  |                            |                            |                            |                            |                            |                            |
|                                                   |                                                   |                                                   |                                                   |                                                   |                                                   |                                  |                                  |                                                     |                                                     |                                                     |                                                     |                                                     |                                                     |                                         |                                         |                                                                      |                                                                      |                                                                      |                                                                      |                                                                      |                                                                      |                                          |                                          |                                                          |                                                          |                                                          |                                                          |                                                          |                                                          |                          |                          |                                                        |                                                        |                                                        |                                                        |                                                        |                                                        |                                 |                                 |                                      |                                      |                                      |                                      |                                      |                                      |  |  |                            |                            |                            |                            |                            |                            |
|                                                   |                                                   |                                                   |                                                   |                                                   |                                                   |                                  |                                  | Auguste von Bayern (Vizekönigin von Italien)        | Auguste von Bayern (Vizekönigin von Italien)        | Auguste von Bayern (Vizekönigin von Italien)        | Auguste von Bayern (Vizekönigin von Italien)        | Auguste von Bayern (Vizekönigin von Italien)        | Auguste von Bayern (Vizekönigin von Italien)        |                                         |                                         | Eugène de Beauharnais (Adoptivsohn Napoleons, Vizekönig von Italien) | Eugène de Beauharnais (Adoptivsohn Napoleons, Vizekönig von Italien) | Eugène de Beauharnais (Adoptivsohn Napoleons, Vizekönig von Italien) | Eugène de Beauharnais (Adoptivsohn Napoleons, Vizekönig von Italien) | Eugène de Beauharnais (Adoptivsohn Napoleons, Vizekönig von Italien) | Eugène de Beauharnais (Adoptivsohn Napoleons, Vizekönig von Italien) |                                          |                                          |                                                          |                                                          |                                                          |                                                          |                                                          |                                                          |                          |                          | Hortense de Beauharnais (Königin von Holland)          | Hortense de Beauharnais (Königin von Holland)          | Hortense de Beauharnais (Königin von Holland)          | Hortense de Beauharnais (Königin von Holland)          | Hortense de Beauharnais (Königin von Holland)          | Hortense de Beauharnais (Königin von Holland)          |                                 |                                 | Louis Bonaparte (König von Holland)  | Louis Bonaparte (König von Holland)  | Louis Bonaparte (König von Holland)  | Louis Bonaparte (König von Holland)  | Louis Bonaparte (König von Holland)  | Louis Bonaparte (König von Holland)  |  |  |                            |                            |                            |                            |                            |                            |
|                                                   |                                                   |                                                   |                                                   |                                                   |                                                   |                                  |                                  | Auguste von Bayern (Vizekönigin von Italien)        | Auguste von Bayern (Vizekönigin von Italien)        | Auguste von Bayern (Vizekönigin von Italien)        | Auguste von Bayern (Vizekönigin von Italien)        | Auguste von Bayern (Vizekönigin von Italien)        | Auguste von Bayern (Vizekönigin von Italien)        |                                         |                                         | Eugène de Beauharnais (Adoptivsohn Napoleons, Vizekönig von Italien) | Eugène de Beauharnais (Adoptivsohn Napoleons, Vizekönig von Italien) | Eugène de Beauharnais (Adoptivsohn Napoleons, Vizekönig von Italien) | Eugène de Beauharnais (Adoptivsohn Napoleons, Vizekönig von Italien) | Eugène de Beauharnais (Adoptivsohn Napoleons, Vizekönig von Italien) | Eugène de Beauharnais (Adoptivsohn Napoleons, Vizekönig von Italien) |                                          |                                          |                                                          |                                                          |                                                          |                                                          |                                                          |                                                          |                          |                          | Hortense de Beauharnais (Königin von Holland)          | Hortense de Beauharnais (Königin von Holland)          | Hortense de Beauharnais (Königin von Holland)          | Hortense de Beauharnais (Königin von Holland)          | Hortense de Beauharnais (Königin von Holland)          | Hortense de Beauharnais (Königin von Holland)          |                                 |                                 | Louis Bonaparte (König von Holland)  | Louis Bonaparte (König von Holland)  | Louis Bonaparte (König von Holland)  | Louis Bonaparte (König von Holland)  | Louis Bonaparte (König von Holland)  | Louis Bonaparte (König von Holland)  |  |  |                            |                            |                            |                            |                            |                            |
|                                                   |                                                   |                                                   |                                                   |                                                   |                                                   |                                  |                                  |                                                     |                                                     |                                                     |                                                     |                                                     |                                                     |                                         |                                         |                                                                      |                                                                      |                                                                      |                                                                      |                                                                      |                                                                      |                                          |                                          |                                                          |                                                          |                                                          |                                                          |                                                          |                                                          |                          |                          |                                                        |                                                        |                                                        |                                                        |                                                        |                                                        |                                 |                                 |                                      |                                      |                                      |                                      |                                      |                                      |  |  |                            |                            |                            |                            |                            |                            |
|                                                   |                                                   |                                                   |                                                   |                                                   |                                                   |                                  |                                  |                                                     |                                                     |                                                     |                                                     |                                                     |                                                     |                                         |                                         |                                                                      |                                                                      |                                                                      |                                                                      |                                                                      |                                                                      |                                          |                                          |                                                          |                                                          |                                                          |                                                          |                                                          |                                                          |                          |                          |                                                        |                                                        |                                                        |                                                        |                                                        |                                                        |                                 |                                 |                                      |                                      |                                      |                                      |                                      |                                      |  |  |                            |                            |                            |                            |                            |                            |
| Josephine von Leuchtenberg (Königin von Schweden) | Josephine von Leuchtenberg (Königin von Schweden) | Josephine von Leuchtenberg (Königin von Schweden) | Josephine von Leuchtenberg (Königin von Schweden) | Josephine von Leuchtenberg (Königin von Schweden) | Josephine von Leuchtenberg (Königin von Schweden) |                                  |                                  | Eugénie Fürstin von Hohenzollern-Hechingen          | Eugénie Fürstin von Hohenzollern-Hechingen          | Eugénie Fürstin von Hohenzollern-Hechingen          | Eugénie Fürstin von Hohenzollern-Hechingen          | Eugénie Fürstin von Hohenzollern-Hechingen          | Eugénie Fürstin von Hohenzollern-Hechingen          |                                         |                                         | Auguste de Beauharnais Prinzgemahl von Portugal                      | Auguste de Beauharnais Prinzgemahl von Portugal                      | Auguste de Beauharnais Prinzgemahl von Portugal                      | Auguste de Beauharnais Prinzgemahl von Portugal                      | Auguste de Beauharnais Prinzgemahl von Portugal                      | Auguste de Beauharnais Prinzgemahl von Portugal                      |                                          |                                          | Amélie von Leuchtenberg Kaiserin von Brasilien           | Amélie von Leuchtenberg Kaiserin von Brasilien           | Amélie von Leuchtenberg Kaiserin von Brasilien           | Amélie von Leuchtenberg Kaiserin von Brasilien           | Amélie von Leuchtenberg Kaiserin von Brasilien           | Amélie von Leuchtenberg Kaiserin von Brasilien           |                          |                          | Napoléon Louis Bonaparte Großherzog von Kleve und Berg | Napoléon Louis Bonaparte Großherzog von Kleve und Berg | Napoléon Louis Bonaparte Großherzog von Kleve und Berg | Napoléon Louis Bonaparte Großherzog von Kleve und Berg | Napoléon Louis Bonaparte Großherzog von Kleve und Berg | Napoléon Louis Bonaparte Großherzog von Kleve und Berg |                                 |                                 | Napoleon III. (Kaiser der Franzosen) | Napoleon III. (Kaiser der Franzosen) | Napoleon III. (Kaiser der Franzosen) | Napoleon III. (Kaiser der Franzosen) | Napoleon III. (Kaiser der Franzosen) | Napoleon III. (Kaiser der Franzosen) |  |  | Napoléon Charles Bonaparte | Napoléon Charles Bonaparte | Napoléon Charles Bonaparte | Napoléon Charles Bonaparte | Napoléon Charles Bonaparte | Napoléon Charles Bonaparte |